# Haller Ferenc
Haller Ferenc (Kerelőszentpál, 1796. március 24. – Bécs, 1875. március 5.) magyar főnemes, horvát bán, 1865-től 1867-ig Erdély utolsó kancellárja.

## Élete
Haller (IV.) Gábor és Grassalkovich Mária fia. Jogi tanulmányai után a hadseregbe lépett, és a lipcsei csatában tiszti rangot nyert. Ezután József nádor hadsegéde lett, majd a magyar testőrségbe helyezték át. 1841-ben horvát- és tótországi bánná nevezték ki. Ezt a hivatalt 1846-ig töltötte be. Ő volt az első horvát bán, aki az országgyűlésen (1843) magyarul beszélt. Az 1848-49-iki olasz hadjáratban altábornaggyá léptették elő. 1856-ban Albrecht főherceg hadsegéde lett. 1859-től lovassági tábornok, 1860-ban nyugalomba vonult. 1861-ben az osztrák urak házának örökös tagjává nevezték ki. 
1865-ben Nádasdy Ferenc helyére kinevezték Erdély Udvari Kancellárjává. 1867-ig volt hivatalban, utána már nem neveztek ki több kancellárt Erdély élére. Ugyancsak 1867-ben, a magyar testőrség újbóli felállítása alkalmával annak kapitánya lett. 
1875-ben hunyt el. Testét szent-páli sírboltban helyezték nyugalomra.